# Pourcieux
Pourcieux è un comune francese di 1 128 abitanti situato nel dipartimento del Var della regione della Provenza-Alpi-Costa Azzurra.
Il territorio comunale è bagnato dal fiume Arc.

## Società

### Evoluzione demografica
Abitanti censiti